# Drumeție

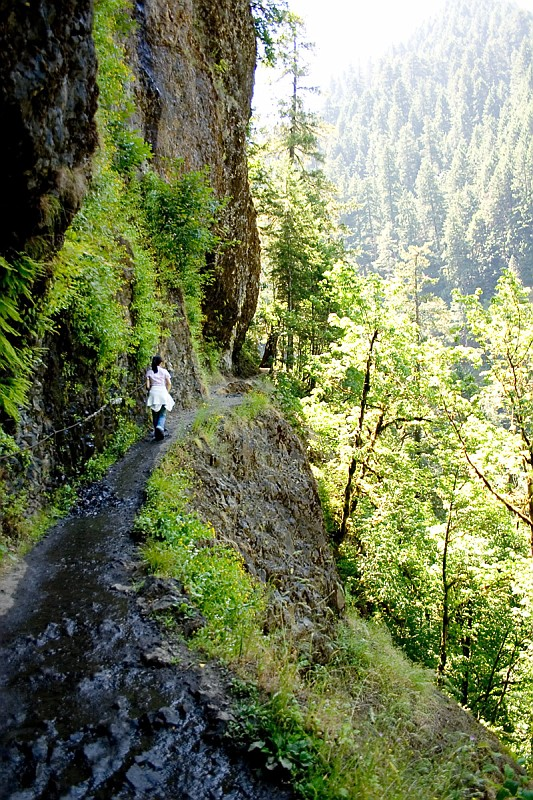
Un traseu de drumeție în Oregon

Drumeția (în engleză Hiking - drumeție, excursie) este o activitate în aer liber care constă în mersul pe jos, în medii naturale, de multe ori în zone muntoase sau alte zone pitorești. Adesea oamenii fac astfel de drumeții, pe trasee special concepute pentru acest gen de recreere, numite și trasee de drumeție. Popularitatea acestei activități a dat naștere numeroaselor organizații de drumeție la nivel mondial. Beneficiile diferitelor tipuri de drumeții asupra sănătății au fost confirmate în numeroase studii.  Sensul cuvântului hiking este înțeles în toate țările vorbitoare de limba engleză, dar există diferențe în modul de utilizare.

## Termeni similari

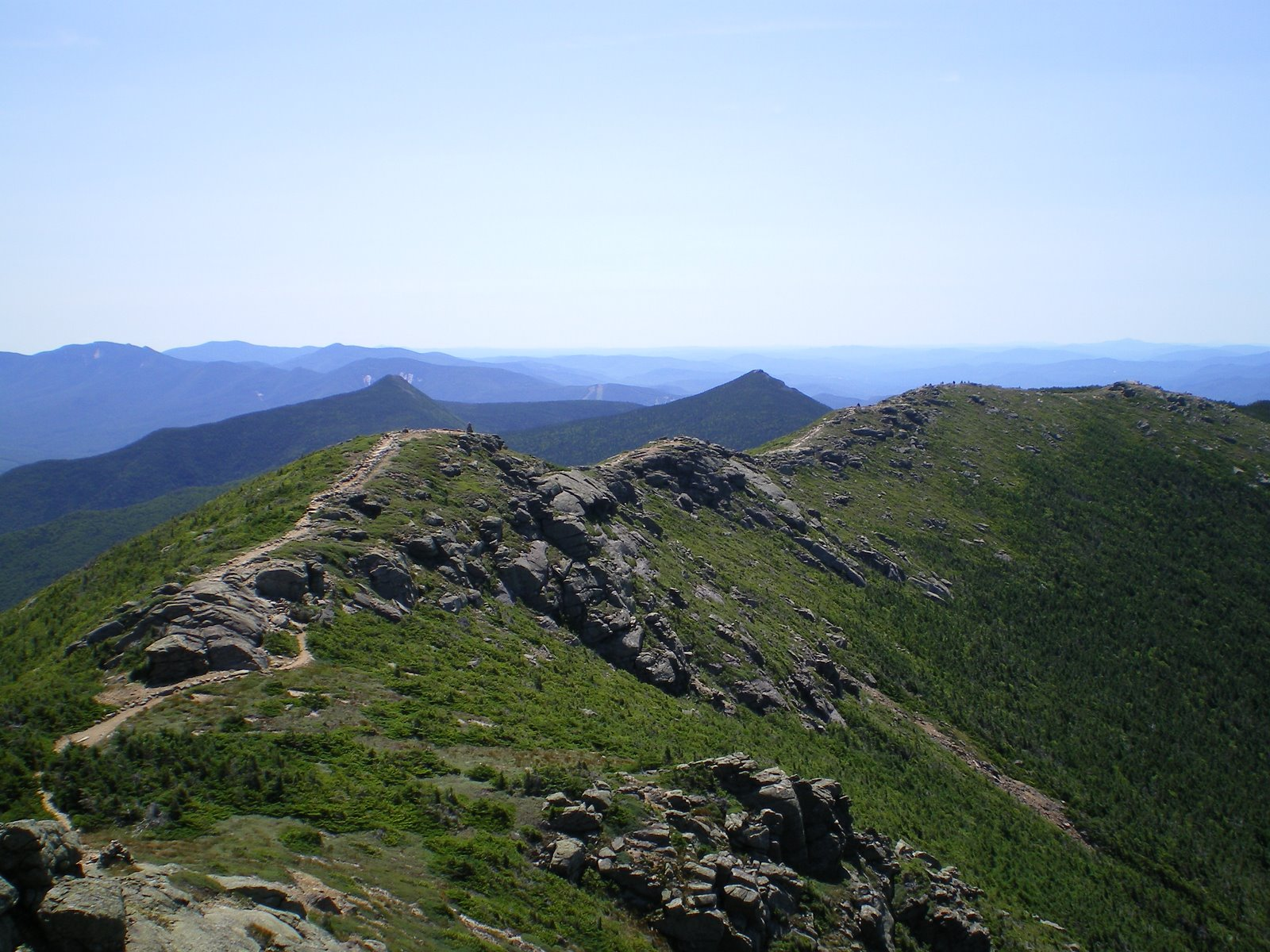
Traseul Appalachian oferă posibilitatea unei drumeții lungi de 3500 km.

În Statele Unite și Marea Britanie, drumeția se referă la mersul în aer liber pe un traseu în scopuri recreative [3]. Drumeția de o zi se referă la drumeția care poate fi finalizată într-o singură zi - nu necesită campare peste noapte. Drumețiile de mai multe zile cu campare se mai numesc și excursie. În Marea Britanie drumeția este numită de obicei rambling (din engleză rambling: hoinăreală), ce a dus la crearea organizației de drumeție numită Ramblers. Bushwhacking-ul se referă în special la mersul dificil prin păduri dense, subarboret, sau tufișuri, în care înaintarea necesită împingerea vegetație în părți. În cazuri extreme de bushwhacking, când vegetația e atât de deasă încât trecerea e obstrucționată, se folosește maceta pentru a crea o cale. Australienii folosesc termenul de bushwalking, atât pentru drumețiile pe traseu cât și pentru cele înafara lor. Neozeelandezii folosesc termenulul tramping (din engleză tramping: cutreierare, umblet), (în special pentru călătorii peste noapte și mai mult), mersul pe jos sau bushwalking. Drumețiile de mai multe zile în regiunile muntoase din India, Pakistan, Nepal, America de Nord, America de Sud, și în ținuturile muntoase din Africa de Est, mai sunt numite si trekking. Drumețiile pe trasee lungi, de la un capăt la celălalt, sunt de asemenea menționate în unele locuri ca și trekking sau thru-hiking. Traseul Appalachian (AT), Traseul Lung (LT) și Via Transilvanica sunt exemple de drumeții pe trasee lungi.
În Cehia și Slovacia, tramping (cehă tramping, tremping, cuvânt împrumutat din engleză) este o cultură combinată a drumeției, backpacking-ului, scouting-ului, cunoașterea pădurii, music, cu un gust caracteristic culturii americane, în special în Vestul Sălbatic.

## Echipament

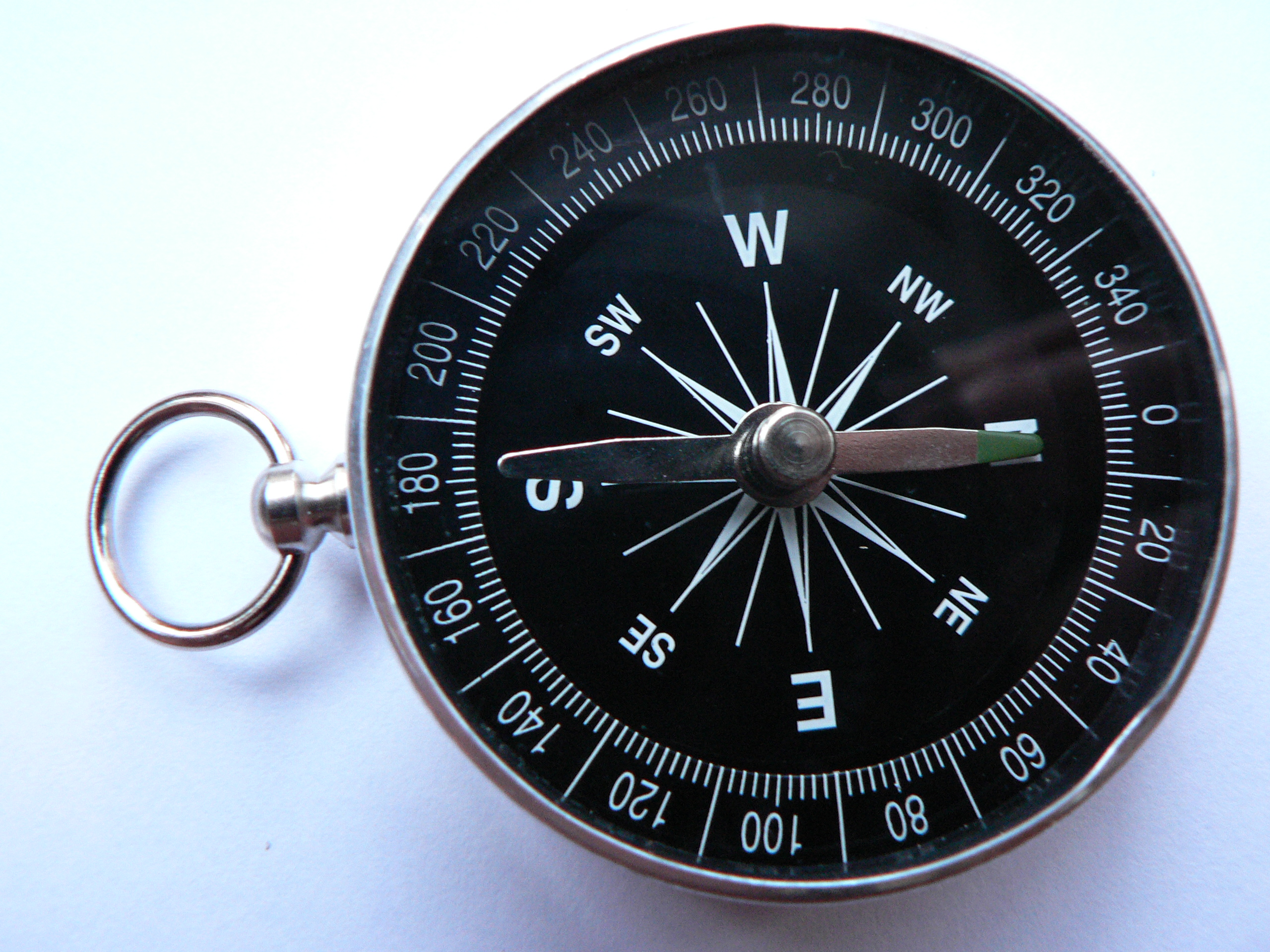
O busolă simplă de buzunar

Echipamentul necesar drumeției depinde de lungimea acesteia, și în funcție de sursă. În general drumeții poarta apă, alimente și o hartă în rucsac. Adesea drumeții poartă ghete pentru drumeții pentru a le proteja picioarele de terenul accidentat. Unele organizații de tusrism și activități de recreere, cum ar fi The Mountaineers susțin cu fermitate o listă de echipament pentru drumeție, cum ar fi Ten Essentials. Această listă include articole precum busolă, ochelari de soare, cremă pentru protecție solară, haine, lanternă sau frontal, trusă de prim ajutor, amnar sau alt aticol pentru aprinderea focului, chibrite rezistente la apă și vânt sau alte arzătoare, și cuțit. Alte surse sugerează articole suplimentare cum ar fi spray de corp anti insecte și o pătura tip emergency blanket. În prezent un dispozitiv de navigare GPS este de mare ajutor mai ales în condiții de vreme cu vizibilitate redusă sau în drumeții în teritorii necunoscute.
Susținătorii ultralight backpacking-ului, afirmă că listele lungi de articole necesare pentru mai multe zile de drumeții, cresc greutatea bagajului, și, prin urmare, oboseala și șansa de rănire sau accidentare. În schimb, ei recomandă reducerea greutății purtate în rucsac pentru drumeție, cu scopul de a merge mai ușor pe distanțe lungi. Până și folosirea ghetelor pe trasee lungi e controversată în randul excursioniștilor, datorită greutății lor.

## Impactul asupra mediului

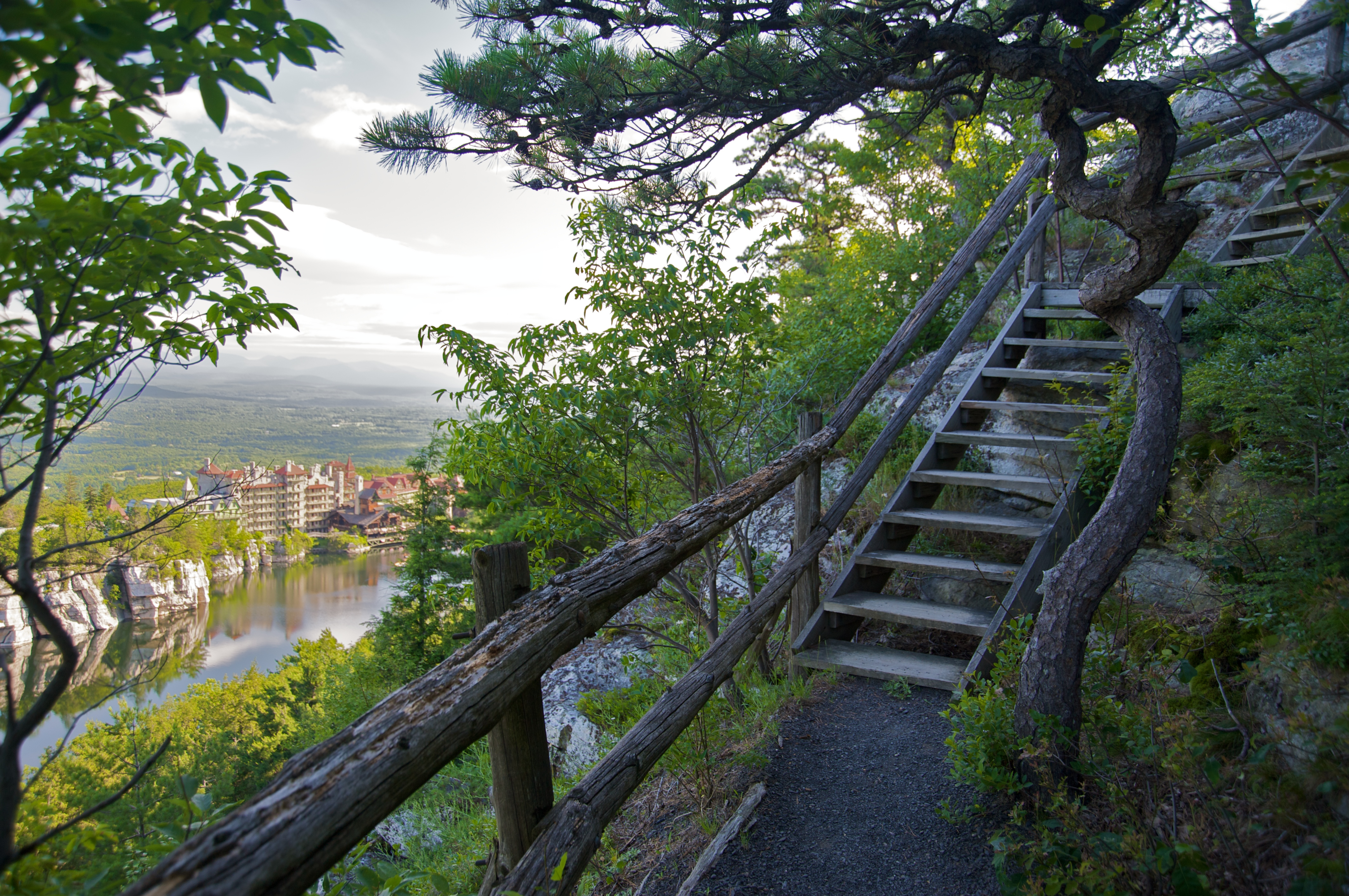
Multiplele părți ale traseelor de drumeție din jurul Lacului Mohonk includ scări care pot preveni erodarea

Excursioniștii caută de multe ori medii naturale frumoase, în care să se plimbe. Aceste medii sunt însă adesea fragile: drumeții pot distruge accidental mediul de care se bucură. Deși acțiunea unei persoane nu poate afecta puternic mediul, efectul de masă a unui număr mare de excursioniști poate degrada mediul înconjurător. Spre exemplu, adunând lemne într-o zonă alpină pentru a face un foc poate fi neprimejdioasă dacă se face o dată (cu excepția riscului de incendiu). Însă strângerea lemnului ani la rând, ar putea lipsi o zonă alpină de elemente nutritive valoroase.
În general, zonele protejate, cum ar fi parcurile, au regulamentele în vigoare pentru a proteja mediul înconjurător. Dacă excursioniști urmează aceste regulamente, impactul lor poate fi redus la minimum. Astfel de reglementări includ interzicerea focului cu lemne, limitarea campării, pentru a stabili spații de campare, de eliminare sau ambalare a materiilor fecale, impunerea unei cote pentru numărul de excursioniști per kilometru.
Mulți drumeți adoptă filosofia Leave No Trace (din engleză - Nu Lăsa Nici O Urmă): făcând drumeții în asemenea fel, încât viitorii drumeți să nu poată detecta prezența excursioniștilor precedenți. Practicanții acestei filosofii se supun stricteților sale, chiar și în lipsa unor reglementări ale zonei. Adepții acestei practici urmează practicile stricte cu privire la gestionarea deșeurilor alimentare, ambalajelor produselor alimentare, precum și alterărilor pentru mediul înconjurător.

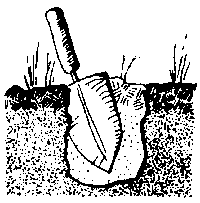
O gaură pentru deșeuri umane

Deșeurile umane sunt adesea o sursă majoră de impact asupra mediului, create de drumeți. Aceste deșeuri pot contamina bazinele hidrografice și îmbolnăvi alți excursioniști. Contaminarea bacteriană poate fi evitată prin săparea de găuri tip "gaură de pisică" de la 10 la 25 cm adâncime, în funcție de compoziția solului și acoperind după utilizare. Dacă aceste găuri sunt săpate de cel puțin 60 m, departe de surse de apă și de trasee, riscul de contaminare este redus la minimum.
Uneori excursioniștii se bucură de posibilitatea admirării unor specii rare sau pe cale de dispariție. Cu toate acestea, unele specii (cum ar fi Martes sau Muflon) sunt foarte sensibile la prezența oamenilor, în special în preajma sezonulului de împerechere. Pentru a preveni impactul negativ, excursioniștii ar trebui să învețe obiceiurile și habitatul speciilor pe cale de dispariție.
Există situații în care un singur excursionist poate avea un impact mare asupra unui ecosistem: pornind accidental un incendiu. Spre exemplu, în 2005, un drumeț ceh a ars 7% din Parcul Național Torres del Paine, în Chile, aruncând neglijent un aragaz portabil ilegal. Respectarea regulamentelor zonei și crearea de dispozitive de gătit pe zone desemnate (sau, dacă este necesar pe un teren gol) va reduce riscul unui incendiu.

## Riscuri

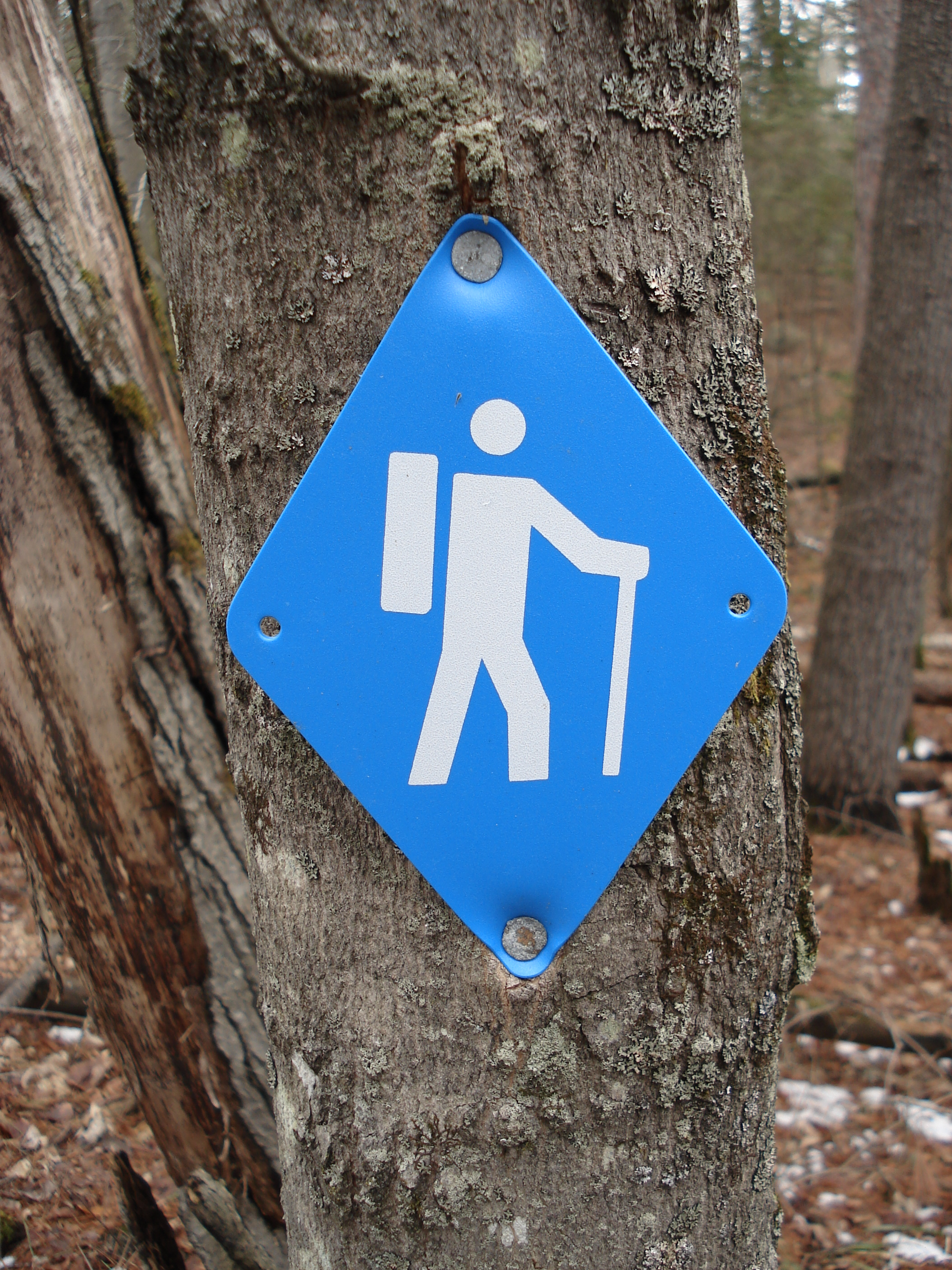
Un indicator canadian de traseu de drumeție

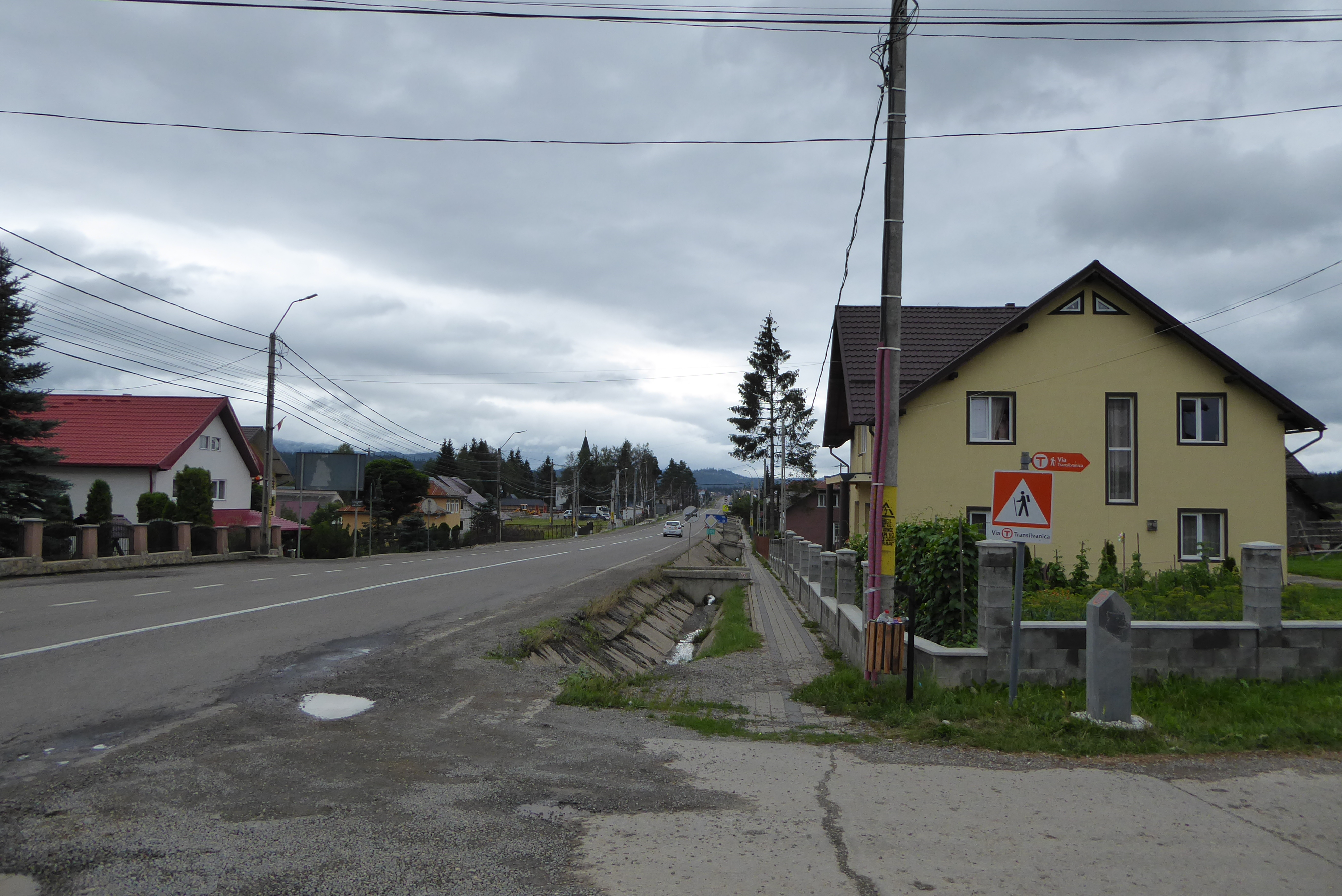
Marcaje ale traseului de drumeţii de anduranță și de lungă distanţă Via Transilvanica

Drumeția poate produce amenințări la adresa siguranței personale. Aceste amenințări pot fi circumstanțe periculoase în timpul drumeției și / sau de accidente specifice sau boli.
S-a constatat că diareea ar fi una dintre cele mai frecvente boli care afectează excursioniștii pe distanțe lungi în Statele Unite.

Simboluri folosite în marcarea traseelor

Plantele toxice, care provoacă erupții cutanate, pot fi deosebit de neplăcute pentru excursioniști. Astfel de plante sunt otrava de stejar, otrava de iederă, otrava otetarului mirositor, lăptuca iepurească, și urzicile.
Printre situațiile periculoase ale drumeției se numără pierderea drumului, vremea rea, terenul periculos, sau agravarea condițiilor medicale pre-existente. Accidentele specifice includ dezechilibrul metabolic (cum ar fi deshidratarea sau hipotermiea), leziuni locale (cum ar fi degerături sau arsuri solare), atacuri de animale, sau leziuni interne (cum ar fi entorse de gleznă).
Este posibil să fii atacat și de oameni. Există organizații ce promovează prevenirea acestora, auto-apararea și scăparea din situații de acest gen. Dispozitivele GPS și telefoanele mobile sunt folosite de unele organizații.
În diferite țări, granițele pot fi slab marcate. Este o practică bună să știți unde sunt granițele internaționale. De exemplu, în 2009, Iranul a capturat trei excursioniști americani pentru traversarea peste granița Iran-Irak, în timpul drumeției. Multe națiuni, cum ar fi Finlanda, au reguli specifice care reglementează drumeția în afara granițelor.

### Tipuri
- Backpacking – cunoscut ca și trekking, drumețiile de mai multe zile, adesea anevoioase în special în regiunile muntoase
- Dog hiking – drumeții cu câinele
- Freehiking – drumeții în pielea goală, de asemenea drumeții înafara traseului
- Hillwalking – termen britanic pentru drumeții pe dealuri sau munți
- Nordic Walking – mers pe jos cu bețe, în stil Scandinav
- Llama hiking
- Scrambling – "non-technic" cățărare de stânci sau alpinism sau drumeție "technică"
- Thru-hiking – drumeție a unui traseu de la un capăt la celălalt într-o singură excursie
- Ultralight backpacking
- Waterfalling – aka vânătoare de cascade și excursii la cascade sunt drumețiile făcute cu scopul de a găsi și a admira cascadele
- Heli Hiking – folosind elicopterul pentru a accesa zone izolate unde nu se poate ajunge altfel
- Bushwhacking – termen Nord American pentru drumeții care își fac singuri traseul prin locuri neumblate
- Flighthiking - termen folosit pentru drumețiile în linie dreaptă, de obicei în afara traseului
- Orientare (sport)

### Trasee
- Traseul Appalachian
- Traseul Bruce
- Traseul Continental Divide
- Traseul Pacific Crest
- Traseul North Country
- Traseul Kokoda
- Cross-country skiing – adesea echivalentul drumeției in zone cu zăpadă in timpul iernii
- Fell running – un sport Englez  și Galic de alergare pe terenuri de munte accidentate, pietroase, adesea înafara traseului. În Scoția și Irlanda cunoscut drept alergatul pe deal.
- Drumul Sfântului Iacob / El Camino
- Geocaching – joc de vânătoare a comorilor în aer liber
- Orienteering – sport de alergare ce implică navigarea cu o hartă și busolă
- River trekking
- Rogaining – sport de navigare pe excursii lungi
- Trail blazing
- Via Alpina
- Via Mariae
- Via Transilvanica